# Alcaracejos
Alcaracejos est une commune de la province de Cordoue, dans la communauté autonome d'Andalousie, en Espagne. Les habitants d'Alcaracejos sont appelés Mojinos.